# Mine de Saint-Cierge-la-Serre
 (mars 2025).
La mine de Saint-Cierge-la-Serre a été un complexe minier ardéchois de plomb et zinc de la fin du XIXe siècle et le début du XXe.
Une concession datant de 1888 a permis l'exploitation d'une zone de 1 400 ha centrée autour du lieu-dit La Joie et de trois filons de Blende (Alice, St Louis et Argentiol).
Entre 1888 et 1909, elle a produit entre 1 000 et 3 000 tonnes de minerai et faisait travailler entre 50 et 80 personnes.
L'exploitation a été abandonnée à la suite d'une inondation importante en 1909. Les ruines des bâtiments extérieurs sont toujours accessibles aujourd'hui.